# Vladímir Sávchenko
Vladímir Ivánovich Sávchenko (ucraniano: Володимир Іванович Савченко; Volodimir Ivanovich Sávchenko; ruso: Владимир Иванович Савченко; Poltava, 15 de febrero de 1933-Kiev, 16 de enero de 2005) fue un escritor ucraniano de ciencia ficción.

## Biografía
Nació el 15 de febrero de 1933 en Poltava, Ucrania. Se graduó del Instituto de Ingeniería Energética de Moscú.
Su primera publicación "Hacia las estrellas" de 1955, revela en el autor el soporte de la ciencia natural fantástica, quien está interesado en el potencial heurístico de la personalidad sobresaliente. En 1956 publica la historia de "El Despertar del Profesor Bern", quien esencialmente modificará la novela utópica "Después del crucero" de 1984. De las publicaciones en el lenguaje ucraniano es bien conocida la narración "Fantasma del tiempo" de 1964.
En la colección "Estrellas Negras" de 1960, investiga las fronteras de las ciencias tradicionales y hace hipótesis avanzadas. En particular, similarmente en la narración "Estrellas Negras" de 1959, avanza al primer plano matices políticos en los contactos con la cristalina forma de vida, Posicionado el mismo como adherente de la vista cibernética de la sociedad y organismo de vida. Esto trae como consecuencia diferentes aspectos del proceso de autoaprendizaje de la personalidad. Las posiciones de líder en la Unión Soviética son tomadas en cuenta después de la publicación de la novela "El descubrimiento por sí mismo" de 1967, en donde se previene acerca de los problemas éticos con la creación de clones de información.
En 1973 aparecieron sus legendarios 25 volúmenes de "Librería de la fantasía contemporánea" con el nombre de "Antología", en donde en la versión reducida fue puesta en el programa para la narrativa de Savchenko "Probando la verdad". En esta publicación los mejores trabajos de los más importantes y populares escritores de los Estados Unidos de América, Gran Bretaña, Japón y Francia estuvieron presentes. A pesar de estas circunstancias, precisamente el texto de Savchenko rindió culto a la entera generación de jóvenes ingenieros soviéticos. El héroe central de la narrativa Dmitriy Kaluzhnikov efectúa el descubrimiento fundamental, quien guía a la influencia de la personalidad del descubridor original y del material razonable junto con el subsecuente efecto catastrófico del nuevo meteorito "Tunguska". La atención de los lados biológicos del fenómeno de superman es pagado en los periodos tardíos de la obra de Savchenko. Entonces crea la narración "Sobresalto" en 1983. Fue premiado con el reconocimiento de "Aelita" en 2003. Murió el 24 de enero del 2005 en Kiev, Ucrania, a la edad de 71 años.